# A Pa Chải
A Pa Chải là một bản thuộc xã Sín Thầu huyện Mường Nhé tỉnh Điện Biên, Việt Nam. Trước đây bản A Pa Chải là bản ở cực tây trên đất liền của miền bắc Việt Nam. Tên "A Pa Chải" được dùng đặt cho tên đồn biên phòng và cho cửa khẩu A Pa Chải.
Nằm ở phía tây tây bắc bản A Pa Chải cách cỡ 8 km theo đường thẳng, là đỉnh Khoan La San cao 1864 m so với mực nước biển, là điểm cao đặt cột mốc biên giới 3 nước Trung Quốc, Việt Nam và Lào. Nơi này được mệnh danh là "1 con gà gáy cả ba nước đều nghe thấy". Điểm cao này cách tỉnh lỵ Điện Biên Phủ khoảng 250 km. Nơi đây chủ yếu là người Hà Nhì và một số dân tộc thiểu số khác sinh sống. A Pa Chải trong tiếng Hà Nhì có nghĩa là vùng đất bằng phẳng, rộng lớn.
Hiện nay từ bản A Pa Chải đã tách và lập ra bản Tá Miếu thuộc xã Sín Thầu, và là bản cực tây thật sự ở miền bắc Việt Nam . Dẫu vậy tên gọi "Mốc ngã ba biên giới A Pa Chải" vẫn lưu truyền trong các giới thiệu về điểm mốc nói trên là một điểm du lịch hấp dẫn.

## Đặc điểm
Để đến được cao điểm cực tây này, cần phải vượt qua ít nhất 500 km từ Hà Nội lên thành phố Điện Biên Phủ, rồi tiếp tục chặng đường núi gập ghềnh, quanh co thêm chừng 260 km nữa mới vào đến xã Sín Thầu, huyện Mường Nhé, nơi có đường biên giới tiếp giáp giữa ba nước Việt Nam - Lào - Trung Quốc. Từ đây, ta tiếp tục xuôi theo con đường nhựa xuyên Mường Nhé là đến A Pa Chải. Vào mùa khô đường đến A Pa Chải tương đối dễ đi, nhưng vào mùa mưa, những cung đường trở nên rất khó khăn, thậm chí rất nguy hiểm.
Khí hậu 2 mùa rõ rệt. Mùa mưa từ tháng 4 – 10. Mùa khô từ tháng 11 – 3 năm sau. Nhiệt độ trung bình 21 – 23 độ C.
A Pa Chải là địa danh gắn liền với cột mốc số 0 (không số) có tọa độ 22°23'53"N 102°8'51"E, nằm trên đỉnh núi Khoan La San thuộc xã Sín Thầu huyện Mường Nhé, tỉnh Điện Biên. Cột mốc là ngã ba biên giới của 3 nước Việt Nam - Lào - Trung Quốc, cột mốc được 3 quốc gia thống nhất cắm mốc vào ngày 27/6/2005, được làm bằng đá granit, cắm giữa một hình lục giác, bên ngoài cùng là khối vuông diện tích 5x5m, cột cao 2 mét có 3 mặt quay về 3 hướng, mỗi mặt có khắc tên nước bằng tiếng quốc ngữ riêng và quốc huy của mỗi quốc gia.

## Kinh tế
Ngoài nông nghiệp, cư dân A Pa Chải còn có điều kiện thông thương buôn bán với nước bạn Trung Quốc thông qua cửa khẩu A Pa Chải - Long Phú. Hiện thời trao đổi hàng hóa chủ yếu là theo chợ phiên .

## Du lịch
Ngày nay, A Pa Chải không còn là một địa danh xa lạ, rất nhiều đoàn khách từ khắp nơi đã tìm đến nơi đây để có thể trải nghiệm những cảm giác mới lạ. Năm 2010, A Pa Chải đã đón gần 1.000 lượt khách tham quan. Trong số đó, phần lớn du khách là người trẻ thích khám phá, mạo hiểm.
A Pa Chải sở hữu khu rừng nguyên sinh hoang sơ với hệ động thực vật đa dạng, cùng nét văn hóa đặc trưng của người dân tộc thiểu số.